# Obavy komisaře Maigreta
Obavy komisaře Maigreta je československý televizní film z roku 1970, který režíroval Tomáš Škrdlant podle stejnojmenné novely Georgese Simenona.

## Obsah
Za komisařem Maigretem přichází Xavier Marton, který mu sděluje podezření, že ho chce jeho žena Gisele zabít. Po něm přichází i Gisele Martonová, aby mu sdělila, že její muž trpí utkvělou představou, že ho chce zabít. Maigret si není situací zcela jist, ale i přes zákaz generálního prokurátora se případem zabývá. Zanedlouho je Xavier Marton nalezen doma otrávený.

## Obsazení
| Rudolf Hrušínský | komisař Julian Maigret                |
| Ota Sklenčka     | vedoucí oddělení hraček Xavier Marton |
| Jiřina Jirásková | Gisele, Martonova žena                |
| Jana Hlaváčová   | Jenny, Giselina sestra                |
| Vlastimil Fišar  | generální prokurátor                  |
| Jiří Ornest      | kriminalista Lapointe                 |
| Václav Mareš     | kriminalista Lucas                    |
| Jan Faltýnek     | kriminalista Janvier                  |
| Zora Jiráková    | paní Maigretová                       |
| Milan Mach       | Maurice Schwob                        |